# William W. Blackney
William Wallace Blackney (* 28. August 1876 in Clio, Genesee County, Michigan; † 14. März 1963 in Flint, Michigan) war ein US-amerikanischer Politiker. Zwischen 1935 und 1953 vertrat er zwei Mal den Bundesstaat Michigan im US-Repräsentantenhaus.

## Werdegang
William Blackney besuchte die öffentlichen Schulen seiner Heimat sowie das Olivet College und die Ferris School in Big Rapids. Im Jahr 1904 zog er nach Flint. Zwischen 1905 und 1912 war er Verwaltungsangestellter im dortigen Genesee County. Nach einem anschließenden Jurastudium an der University of Michigan und seiner im Jahr 1912 erfolgten Zulassung als Rechtsanwalt begann er in Flint in seinem neuen Beruf zu arbeiten. Von 1913 bis 1917 war Blackney stellvertretender Staatsanwalt im Genesee County. Zwischen 1924 und 1934 saß er im Schulausschuss der Stadt Flint.
Politisch war Blackney Mitglied der Republikanischen Partei. Von 1925 bis 1930 gehörte er dem Vorstand der dortigen Parteiorganisation an. 16 Jahre lang unterrichtete Blackney für General Motors an deren technischer Abendschule. Bei den Kongresswahlen des Jahres 1934 wurde er im sechsten Wahlbezirk von Michigan in das US-Repräsentantenhaus in Washington, D.C. gewählt, wo er am 3. Januar 1935 die Nachfolge des Demokraten Claude E. Cady antrat. Da er im Jahr 1936 dem Demokraten Andrew J. Transue unterlag, konnte er bis zum 3. Januar 1937 zunächst nur eine Legislaturperiode im Kongress absolvieren. In dieser Zeit wurden weitere New-Deal-Gesetze der Bundesregierung im Kongress verabschiedet, denen aber Blackneys Partei eher ablehnend gegenüberstand.
Bei den Kongresswahlen des Jahres 1938 schaffte Blackney den Wiedereinzug in das Repräsentantenhaus, wo er Andrew Transue wieder ablöste. Nach sechs Wiederwahlen konnte er bis zum 3. Januar 1953 sieben weitere Legislaturperioden im Kongress verbringen. In diese Zeit fielen der Zweite Weltkrieg, der Beginn des Kalten Krieges und der Koreakrieg. Damals wurde auch der 22. Verfassungszusatz verabschiedet. Im Jahr 1952 verzichtete Blackney auf eine erneute Kandidatur. Nach seinem Ausscheiden aus dem Kongress zog er sich in den Ruhestand zurück, den er in Flint verbrachte. Dort ist er am 14. März 1963 auch verstorben.